# José de Escobedo
José (de) Escobedo (Abanilla, 26 de noviembre de 1615 - Jaén, 4 de junio de 1684) fue un compositor y maestro de capilla español.

## Vida
José de Escobedo nació el en Abanilla, en la diócesis de Cartagena, actualmente en la Región de Murcia. A los ocho años fue a vivir a Alicante, para vivir con su tío, Simón Merino de Sigüenza, en ese momento maestro de capilla de la Colegiata de San Nicolás. Allí debió formarse musicalmente.
El maestro Juan Benítez de Riscos dejó vacante el magisterio de la Real Colegiata de Santa María la Mayor de Antequera para partir al mismo cargo en la Catedral de Plasencia. El cabildo decidió realizar unas oposiciones a las que se presentaron cuatro candidatos, además de Escobedo, que venía directamente de Alicante, fueron Diego Benito Velasco, maestro de capilla de la iglesia del Salvador de Úbeda; Luis de Garay, maestro de capilla de la capilla musical de los «Extravagantes», que estaba asociada a la Colegiata del Salvador de Granada; y José Suárez, vecino de Montilla.

Notificados en 16 de noviembre los opositores de los días en que habían de hacer los ejercicios, el día 20 les entregaron la letra del motee que era: Nihil proficiet inimicus in eo et filius iniquitatis non nocebit ei, para que lo compusieran a 4 voces de canto de órgano, sobre un canto llano que fuere de tenor, del que hicieron demonstración al día siguiente, en el cual recibieron la chanzoneta para que sobre ella hicieran un tres y responsión a seis que decía así:

«Sea buscar al niño que duerme, que duerme,

mis reyes os lleve una estrella a Belén,

muy callandico llegad, llegad callando,

llegad, menudico pisad,

no, no me lo despertéis.»

El día 23 de noviembre, libraron a cada uno cien reales y dispusieron que al elegido se le daba de buena cuenta de lo que había de pagar de su prebenda. El día 24 se procedió a la elección y verificados varios escrutinios, por el empate existente entre Garay y Escobedo a cuatro votos, en otro celebrado en día 26 obtuvo José de Escobedo la mayor parte, por lo que fue nombrado maestro de capilla.
Llordén, Andrés (1966). Notas históricas de los maestros de capilla en la catedral de Málaga. Separata de Anuario Musical. Barcelona.

Un año más tarde trató de modificar las costumbres de la Colegiata de Antequera sobre el reparto del dinero obtenido por la capilla de música en sus salidas de la catedral, pero sin éxito. Entre 1636 y 1637 obtuvo las órdenes mayores. Escobedo se mantendría en el cargo de Antequera hasta 1637.
Juan Martínez de Risco, maestro de capilla de la Catedral de Jaén, fallecía en 1637, dejando el cargo vacante. Se nombró a Jaime Blasco, el sochantre de la catedral, como interino entre enero y octubre para cubrir la vacante. Para elegir al sucesor se realizaron unas pruebas muy reñidas a las que concurrieron otros maestros de la talla de Juan Benítez de Riscos, en ese momento de capilla de la Catedral de Plasencia; Juan de Quesada, ministril y compositor de la Catedral de Jaén; el licenciado Nicolás Tavares, hijo y colaborador de Manuel Tavares, maestro en la Catedral de Canarias; y Diego Pontac, maestro en la Catedral de Granada. Jueces de la oposición fueron Francisco Correa de Arauxo, organista de la Catedral, y fray Gil de Barrionuevo, maestro de capilla de San Gerónimo el Real de Granada, que se decidieron por Escobedo.

Se acuerda que los 4 ducados de propina que lleva el letrado del Cabildo por la entrada del racionero José de Escobedo, maestro de capilla, se repartan entre los señores capitulares que han estado en sus autos.
Actas capitulares de la Catedral de Jaén, 1 de diciembre de 1637, folio 1802

Durante su magisterio hubo una recuperación de la capilla de música. El maestro era responsable de aprobar a los músicos que se contrataban, tal como hizo con el nuevo organista, Francisco de Medina en 1640. También actuó de juez en la selección del nuevo sochantre en julio de 1645. En 1648 pidió licencia para ir a Granada y se le concedieron 20 días y de nuevo en 1650 dos meses «para que los pueda tener en la ciud. de granada [...] atento fee del medico». En 1652 colaboró con 50 reales a los 7000 reales que el cabildo donó a la ciudad por la falta de trigo que estaba sufriendo.
En 1660 se le ofreció el magisterio de la Catedral de Málaga, vacante desde la partida de Francisco Ruiz Samaniego a la Catedral de Burgos en 1654. No se llegó a un acuerdo y Escobedo permaneció en Jaén.
Permaneció en el cargo hasta el 6 de septiembre de 1672, quedando vacante el cargo. Le sucedió el maestro Pedro de Soto y Jorquera, aunque Escobedo continuó realizando algunas funciones del maestro y sustituyendo al incumbente en casos de necesidad hasta su jubilación, el 28 de octubre de 1680. Fallecería en Jaén el 4 de junio de 1684.

## Obra
Se sabe que compuso villancicos y chanzonetas, lo que fue documentado por lo menos en dos grandes ocasiones: en 1653 con la consagración del obispo de Córdoba, Antonio Valdés Herrera, y en 1660, en las fiestas de traslación del Santísimo Sacramento. Debió ser el autor del inventario de música polifónica de la Catedral de Jaén de 1637.